# Сценска уметност
Сценска уметност је заједнички назив за уметнички израз говором, гестом, глумом, музиком, звуком и другим средствима, која се непосредно представљају публици на отвореној позорници. Они се разликују од визуелних уметности, а то су употреба боје, платна или разних материјала за стварање физичких или статичних уметничких објеката. Извођачке уметности обухватају низ дисциплина које се изводе пред живом публиком, укључујући позориште, музику и плес.
Позориште, музика, плес, манипулација објектима и друге врсте перформанса присутне су у свим људским културама. Историја музике и плеса датира још из праисторијских времена, док циркуске вештине датирају барем из Древног Египта. Многе сценске уметности се изводе професионално. Наступ може бити у наменски изграђеним зградама, као што су позоришта и опере, на отвореним сценама на фестивалима, на сценама у шаторима као што су циркуси или на улици.
Живи наступи пред публиком су вид забаве. Развој аудио и видео снимања омогућио је приватну потрошњу извођачких уметности. Извођачка уметност често има за циљ да изрази своје емоције и осећања.

## Извођачи
Уметници који учествују у извођачким уметностима пред публиком називају се извођачи. Примери за то су глумци, комичари, плесачи, мађионичари, циркуски уметници, музичари и певачи. Извођачке уметности такође подржавају радници у сродним областима, као што су писање песама, кореографија и сценски рад. Извођачи често прилагођавају свој изглед, као што су костими и сценска шминка, сценско осветљење и звук.

## Типови
Извођачке уметности могу укључивати плес, музику, оперу, позориште и музичко позориште, магију, илузију, мимику, изговорену реч, луткарство, циркуску уметност, професионално рвање и извођачку уметност.
Постоји и специјализована форма лепе уметности, у којој уметници своје радове изводе уживо пред публиком. Ово се зове извођачка уметност. Већина перформанса такође укључује неки облик пластичне уметности, обично у виду реквизита. Плес се често називао пластичном уметношћу током ере модерног плеса.

### Позориште
Позориште је грана извођачких уметности која се бави извођењем прича пред публиком, користећи комбинацију говора, геста, музике, плеса, звука и спектакла. Било који од ових елемената или њих више, сматра се сценском уметношћу. Поред стандардног стила наративног дијалога у представама, позориште поприма облике као што су представе, мјузикли, опера, балет, илузија, мимика, класични индијски плес, кабуки, мумерске представе, импровизационо позориште, комедија, пантомима и неконвенционалне или савремене форме попут постмодерног позоришта, постдрамског позоришта или перформанса.

### Плес
У контексту извођачких уметности, плес се генерално односи на људски покрет, типично ритмичан и на музику, који се користи као облик забаве публике у окружењу перформанса. Дефиниције онога што чини плес зависе од друштвених, културних, естетских, уметничких и моралних ограничења и крећу се од функционалног покрета (као што је народни плес) до кодификованих, виртуозних техника као што је балет.
Постоји још један модерни облик плеса који се појавио у 19-20 веку под називом стил слободног плеса. Овај облик плеса је структуриран да створи хармоничну личност која укључује карактеристике као што су физичка и духовна слобода. Исадора Данкан је била прва плесачица која је расправљала о „жени будућности“ и развила нови вектор кореографије користећи Ничеову идеју „врховног ума у слободном уму“.
Плес је снажан импулс, али уметност плеса је тај импулс који вешти извођачи каналишу у нешто што постаје интензивно експресивно и што може одушевити гледаоце који немају жељу да сами плешу. Ова два концепта уметности плеса – плес као моћан импулс и плес као вешто кореографисана уметност коју углавном практикује неколицина професионалаца – две су најважније повезујуће идеје које се провлаче кроз свако разматрање теме. У плесу је веза између два појма јача него у неким другим уметностима, и ниједан не може постојати без другог.
Кореографија је уметност плесања, а особа која се бави овом уметношћу назива се кореограф.

### Музика
Музика је уметничка форма која комбинује висину, ритам и динамику за стварање звука. Може се изводити коришћењем различитих инструмената и стилова и подељена је на жанрове као што су фолк, џез, хип хоп, поп, рок, итд. Као уметничка форма, музика се може појавити у живим или снимљеним форматима и може се планирати или импровизовати.
Како је музика протејска уметност, она се лако усклађује са речима за песме као што физички покрети раде у плесу. Штавише, има способност да обликује људско понашање јер утиче на наше емоције.

## Историја

### Западне извођачке уметности
Почевши од 6. века пре нове ере, у Грчкој је започео класични период извођачке уметности, који су започели трагичарски песници као што је Софокле. Ови песници су писали драме које су у неким случајевима укључивале плес (види Еурипид). Хеленистички период је започео широку употребу комедије.
Међутим, до 6. века нове ере, западна сценска уметност је у великој мери окончана када је почело мрачно доба. Између 9. и 14. века, извођачка уметност на Западу била је ограничена на верске историјске представе и моралне представе, које је црква организовала у част светих дана и других важних догађаја.

#### Ренесанса
У 15. веку, сценска уметност, заједно са уметношћу уопште, доживела је препород јер је ренесанса почела у Италији и проширила се широм Европе драма, при чему су неки видови уметности укључивали плес, који је извођен. Доменико да Пјаценза је заслужан за прву употребу термина ballo (у делу De Arte Saltandi et Choreas Ducendi) уместо danza (плес) за његов балет или balli. Термин је на крају постао балет. Сматра се да је први балет пер се Балтазар де Божојелсов Ballet Comique de la Reine (1581).
Средином 16. века уметничка комедија је постала популарна у Европи, уводећи употребу импровизације. Овај период је такође увео елизабетанске маске, са музиком, плесом и сложеним костимима, као и са професионалним позоришним трупама у Енглеској. Драме Вилијама Шекспира крајем 16. века развиле су се из ове нове класе професионалног извођења.
Године 1597, изведена је прва опера, Дафне, и током 17. века опера ће брзо постати омиљена забава за аристократију у већем делу Европе, а на крају и за велики број људи који живе у градовима широм Европе.